# Mechtchovsk
Mechtchovsk (en russe : Мещо́вск) est une ville de l'oblast de Kalouga, en Russie, et le centre administratif du raïon de Mechtchovsk. Sa population s'élevait à 3 722 habitants en 2023.

## Géographie
Mechtchovsk est arrosée par la rivière Toureïa et se trouve à 70 km au sud-ouest de Kalouga et à 219 km au sud-ouest de Moscou.

## Histoire
Mechtchovsk a été mentionnée pour la première fois dans les chroniques russes à l'occasion de l'invasion mongole de la Russie en 1238. Au Moyen Âge, il fut le patrimoine des princes Mezetsky. Catherine II de Russie confirma ses droits municipaux en 1776. Les principaux monuments sont l'ancienne (1678-96) et la nouvelle (1829-54) cathédrales orthodoxes, toutes deux dédiées à la fête de l'Annonciation.

## Population
Recensements (*) ou estimations de la population :
| 1856  | 1897* | 1926* | 1939* | 1959* | 1970* |
| ----- | ----- | ----- | ----- | ----- | ----- |
| 5 300 | 3 635 | 2 658 | 3 600 | 4 939 | 5 130 |

| 1979* | 1989* | 2002* | 2010* | 2012  | 2013  |
| ----- | ----- | ----- | ----- | ----- | ----- |
| 4 949 | 5 382 | 4 540 | 4 100 | 4 101 | 4 109 |